# Robert Liottel
Robert Gustave Édouard Liottel (Romilly-sur-Seine, 23 de septiembre de 1885-Druye, 23 de abril de 1968) fue un deportista francés que compitió en esgrima, especialista en la modalidad de espada.
Participó en los Juegos Olímpicos de París 1924, obteniendo una medalla de oro en la prueba por equipos. Ganó una medalla de plata en el Campeonato Mundial de Esgrima de 1922.

## Palmarés internacional
| Juegos Olímpicos   | Juegos Olímpicos | Juegos Olímpicos | Juegos Olímpicos   |
| Año                | Lugar            | Medalla          | Prueba             |
| ------------------ | ---------------- | ---------------- | ------------------ |
| 1924               | París (Francia)  | Medalla de oro   | Espada por equipos |
| Campeonato Mundial |                  |                  |                    |
| Año                | Lugar            | Medalla          | Prueba             |
| 1922               | París (Francia)  | Medalla de plata | Espada individual  |